# 沸騰ワード10
『沸騰ワード10』（ふっとうワードテン）は、日本テレビ系列で2015年10月30日から毎週金曜日 19:56 - 20:54（JST、2016年3月までは『1900』金曜枠）に放送されているバラエティ番組。通称は「沸騰ワード」。さまざまな業界で話題沸騰の得するキーワードを公開する。
2014年から4度の単発特番を経て同年10月9日にはレギュラー放送に先駆けて5回目の単発特番を放送した後、2019年10月18日より金曜19時枠に『クイズ!あなたは小学5年生より賢いの?』が開始したため、放送時間が1時間繰り下げ（19:56 - 20:54）されたまた、テレビ大分では『謎を解け!まさかのミステリー』以来の遅れネット局となる。
字幕放送に対応している。

## 出演者

### 現在
司会
- 設楽統（バナナマン）

沸騰リーダー
- 日村勇紀（バナナマン）

沸騰メンバー（レギュラー）
- カズレーザー（メイプル超合金）

進行
- 岩田絵里奈（日本テレビアナウンサー）

準レギュラー
- 高橋茂雄（サバンナ）
- 出川哲朗

ほか
沸騰リポーター
- 朝日奈央
- 沙羅
- 玉井詩織（ももいろクローバーZ）
- 井桁弘恵
- 安斉星来（パネラー兼任）
- なにわ男子（大西流星、ほか）
- タイムマシーン3号（山本浩司、関太）

ほか
※補足：基本的には担当ディレクターが沸騰ディレクターとして直接リポートするが、一部のVTRでは芸能人リポーターが登場する。リポーターを兼任する準レギュラーや一部ゲストは沸騰ディレクターと同じ衣装（カッターシャツ、サスペンダー、スラックス）を着用している。

### 過去
準レギュラー
- 滝沢カレン
- 伊藤一朗 （Every Little Thing）
- 横澤夏子（沸騰リポーター）
- とにかく明るい安村（沸騰リポーター）
- 加賀翔（かが屋）（沸騰リポーター）
- ゆきぽよ（沸騰リポーター）
- 平子祐希（アルコ&ピース）（沸騰リポーター）
- 川西賢志郎（沸騰リポーター）
- 長田庄平（チョコレートプラネット）
- 瀧野由美子（沸騰リポーター）

ほか
進行
- 郡司恭子（日本テレビアナウンサー）[注 3]

## 主なコーナー
取り憑かれた芸能人
1人の芸能人に密着し、その芸能人が取り憑かれている事柄（主に食べ物や趣味）について調査する。「コストコに取り憑かれた矢田亜希子」「立ち食いに取り憑かれた佐藤栞里」「自衛隊に取り憑かれたカズレーザー」「ステータス修行」（風間俊介→高橋茂雄&福地桃子）などがシリーズ化されている。
伝説の家政婦・志麻さん
「伝説の家政婦」ことタサン志麻（料理人）が、訪問宅にある食材を駆使して絶品料理の数々を振る舞うグルメ企画。後年には、志麻さん一家が移住する築120年の古民家を改装する企画も加わった。
幻食材ハンター・静岡のタケノコ王
白子タケノコを量産し1億円を稼いだ、「静岡のタケノコ王」こと風岡直宏（タケノコ農家）に密着。初期は武井壮やみやぞんとの対決などが放送され、近年ではゲスト芸能人と共に山に入り、幻の食材を探す企画がメインとなっている。
名字頂上決戦
日本一の品揃えを誇るはんこ屋「はんのひでしま」店主・秀島徹と名字研究家・髙信幸男が珍名をかけて対決。髙信が出題した珍名に対し、はんこ屋が在庫があれば押印、無ければ「降参」(時々は「くそっ！降参」)のはんこを押して10番勝負の勝敗（サドンデスありの完全決着）を競う。

## ネット局
| 放送対象地域   | 放送局                    | 系列                                         | 放送日時                     | 放送日時           | ネット状況                   | ネット状況   | 備考       |
| 放送対象地域   | 放送局                    | 系列                                         | ローカル枠時代               | ネット枠時代       | ローカル枠時代               | ネット枠時代 | 備考       |
| -------------- | ------------------------- | -------------------------------------------- | ---------------------------- | ------------------ | ---------------------------- | ------------ | ---------- |
| 関東広域圏     | 日本テレビ（NTV）         | 日本テレビ系列                               | 金曜 19:00 - 19:56           | 金曜 19:56 - 20:54 | 【制作局】                   | 【制作局】   | 【制作局】 |
| 北海道         | 札幌テレビ（STV）         | 日本テレビ系列                               | 金曜 19:00 - 19:56           | 金曜 19:56 - 20:54 | 同時ネット                   | 同時ネット   |            |
| 青森県         | 青森放送（RAB）           | 日本テレビ系列                               | 金曜 19:00 - 19:56           | 金曜 19:56 - 20:54 | 同時ネット                   | 同時ネット   |            |
| 宮城県         | ミヤギテレビ（MMT）       | 日本テレビ系列                               | 金曜 19:00 - 19:56           | 金曜 19:56 - 20:54 | 同時ネット                   | 同時ネット   |            |
| 秋田県         | 秋田放送（ABS）           | 日本テレビ系列                               | 金曜 19:00 - 19:56           | 金曜 19:56 - 20:54 | 同時ネット                   | 同時ネット   |            |
| 山形県         | 山形放送（YBC）           | 日本テレビ系列                               | 金曜 19:00 - 19:56           | 金曜 19:56 - 20:54 | 同時ネット                   | 同時ネット   |            |
| 福島県         | 福島中央テレビ（FCT）     | 日本テレビ系列                               | 金曜 19:00 - 19:56           | 金曜 19:56 - 20:54 | 同時ネット                   | 同時ネット   |            |
| 山梨県         | 山梨放送（YBS）           | 日本テレビ系列                               | 金曜 19:00 - 19:56           | 金曜 19:56 - 20:54 | 同時ネット                   | 同時ネット   |            |
| 新潟県         | テレビ新潟（TeNY）        | 日本テレビ系列                               | 金曜 19:00 - 19:56           | 金曜 19:56 - 20:54 | 同時ネット                   | 同時ネット   |            |
| 長野県         | テレビ信州（TSB）         | 日本テレビ系列                               | 金曜 19:00 - 19:56           | 金曜 19:56 - 20:54 | 同時ネット                   | 同時ネット   |            |
| 静岡県         | 静岡第一テレビ（SDT）     | 日本テレビ系列                               | 金曜 19:00 - 19:56           | 金曜 19:56 - 20:54 | 同時ネット                   | 同時ネット   |            |
| 石川県         | テレビ金沢（KTK）         | 日本テレビ系列                               | 金曜 19:00 - 19:56           | 金曜 19:56 - 20:54 | 同時ネット                   | 同時ネット   |            |
| 福井県         | 福井放送（FBC）           | 日本テレビ系列                               | 金曜 19:00 - 19:56           | 金曜 19:56 - 20:54 | 同時ネット                   | 同時ネット   |            |
| 鳥取県・島根県 | 日本海テレビ（NKT）       | 日本テレビ系列                               | 金曜 19:00 - 19:56           | 金曜 19:56 - 20:54 | 同時ネット                   | 同時ネット   |            |
| 山口県         | 山口放送（KRY）           | 日本テレビ系列                               | 金曜 19:00 - 19:56           | 金曜 19:56 - 20:54 | 同時ネット                   | 同時ネット   |            |
| 徳島県         | 四国放送（JRT）           | 日本テレビ系列                               | 金曜 19:00 - 19:56           | 金曜 19:56 - 20:54 | 同時ネット                   | 同時ネット   |            |
| 香川県・岡山県 | 西日本放送（RNC）         | 日本テレビ系列                               | 金曜 19:00 - 19:56           | 金曜 19:56 - 20:54 | 同時ネット                   | 同時ネット   |            |
| 愛媛県         | 南海放送（RNB）           | 日本テレビ系列                               | 金曜 19:00 - 19:56           | 金曜 19:56 - 20:54 | 同時ネット                   | 同時ネット   |            |
| 高知県         | 高知放送（RKC）           | 日本テレビ系列                               | 金曜 19:00 - 19:56           | 金曜 19:56 - 20:54 | 同時ネット                   | 同時ネット   |            |
| 福岡県         | 福岡放送（FBS）           | 日本テレビ系列                               | 金曜 19:00 - 19:56           | 金曜 19:56 - 20:54 | 同時ネット                   | 同時ネット   | [ 注 7 ]   |
| 長崎県         | 長崎国際テレビ（NIB）     | 日本テレビ系列                               | 金曜 19:00 - 19:56           | 金曜 19:56 - 20:54 | 同時ネット                   | 同時ネット   |            |
| 熊本県         | くまもと県民テレビ（KKT） | 日本テレビ系列                               | 金曜 19:00 - 19:56           | 金曜 19:56 - 20:54 | 同時ネット                   | 同時ネット   |            |
| 宮崎県         | テレビ宮崎（UMK）         | フジテレビ系列 日本テレビ系列 テレビ朝日系列 | 金曜 19:00 - 19:56           | 金曜 19:56 - 20:54 | 同時ネット                   | 同時ネット   | [ 注 8 ]   |
| 岩手県         | テレビ岩手（TVI）         | 日本テレビ系列                               | 金曜 19:00 - 19:56           | 金曜 19:56 - 20:54 | 同時ネット または 遅れネット | 同時ネット   | [ 注 10 ]  |
| 広島県         | 広島テレビ（HTV）         | 日本テレビ系列                               | 金曜 19:00 - 19:56           | 金曜 19:56 - 20:54 | 同時ネット または 遅れネット | 同時ネット   | [ 注 11 ]  |
| 鹿児島県       | 鹿児島読売テレビ（KYT）   | 日本テレビ系列                               | 金曜 19:00 - 19:56           | 金曜 19:56 - 20:54 | 同時ネット または 遅れネット | 同時ネット   | [ 注 12 ]  |
| 富山県         | 北日本放送（KNB）         | 日本テレビ系列                               | 日曜 12:00 - 12:56           | 金曜 19:56 - 20:54 | 遅れネット                   | 同時ネット   | [ 注 13 ]  |
| 中京広域圏     | 中京テレビ（CTV）         | 日本テレビ系列                               | 金曜 1:57 - 2:59（木曜深夜） | 金曜 19:56 - 20:54 | 遅れネット                   | 同時ネット   | [ 注 14 ]  |
| 近畿広域圏     | 読売テレビ（ytv）         | 日本テレビ系列                               | 火曜 0:54 - 1:59（月曜深夜） | 金曜 19:56 - 20:54 | 遅れネット                   | 同時ネット   | [ 注 15 ]  |
| 大分県         | テレビ大分（TOS）         | 日本テレビ系列 フジテレビ系列                | 木曜 9:50 - 10:50            | 水曜 14:45 - 15:45 | 遅れネット                   | 遅れネット   | [ 注 16 ]  |
| 沖縄県         | 琉球放送（RBC）           | TBS系列                                      | 日曜 14:00 - 15:00           | 金曜 14:50 - 15:49 | 遅れネット                   | 遅れネット   |            |

- 2015年10月30日から2019年9月27日までは全編ローカルセールス枠のため、日本テレビ以外の通常時同時ネットとする局でも編成の都合で臨時に遅れネットまたは臨時非ネットに変更する[注 17]場合があった。19:00からの2時間スペシャル放送時には、通常時の前番組『クイズ!あなたは小学5年生より賢いの?』→『ニノさん』（全編ローカルセールス枠）を差し替えて自社制作番組をレギュラー放送する局や、それ以外にも19時台に特別番組を単発編成した局に限り、19:56からの短縮版を日本テレビから事前に裏送りしたものの自社送出[注 18]で放送することがある（編成によっては臨時フルネットとすることもある）。

## スタッフ
- 総合演出：渡辺邦宏（日本テレビ、2025年4月4日-）
- 構成：石塚祐介、大谷裕一、キンダイチ
- ナレーション：あおい洋一郎
- TM：木村博靖
- SW：津野祐一
- CAM：佐原陽平
- MIX：中山貴晴
- VE：佐久間治雄
- 照明：小川勉、加藤明穂、高橋明宏、池長正宏、村上洋平、仲野貴信【週替り】
- ロケ技術：J-Crew、ワンオアエイト、エスパシオ、Be ZERO、TSP【週替り】
- 美術プロデューサー：髙野泰人
- デザイン：佐藤香穂里
- メイク：奥松かつら
- 大道具：葛尾圭司
- 小道具：高橋ひより
- 編集：西井一浩、山本裕貴
- MA：森川享祐
- 音効：鈴木信行
- TK：坂本幸子
- リサーチ：神谷翔
- CG：藤井彩人
- 技術協力：NiTRO
- 美術協力：日テレアート
- デスク：富重裕子
- ディレクター：川畑俊介、太田大介、森谷将、文元麻由奈、渡辺将太、加藤昌義、大森遼、大塚太智、小椋太一、橋本宗太郎、大谷俊介、青木鷹斗/長谷川未咲、佐々木ニナ、佐瀬大稀、神野由衣、今井愛実、菅野凱、吉田雅人、福田龍太郎、松本和也、金関勇輝、鈴木藍希、マリク紗世武、中村美咲希、近藤大樹、関田安奈、真中優翔、團宥斗、巣内颯太、宮本結々子、大道萌衣、相馬幸太、山田陽太、宮上莉菜、越智結衣子、森川瑞紀、今朝丸雪子、指方悠名、平田実久【週替り】
- 演出：高橋左和己（スーパーレフト）、大納啓汰（日本テレビ）、曽我翔（えすと）、工藤恵司（ジッピー）
- 企画：水嶋陽（日本テレビ、2025年4月4日-、同年3月までは演出兼務）
- プロデューサー：平井杏奈・富永結貴（日本テレビ）、森美紀子【毎週】、本橋由美子、中田敦子、佐藤里絵、日下潤、伊藤実枝子、中澤亜友、熊田靖士、高橋葉子/城美幸、寺井沙帆、橋村青樹、西あかね、髙橋洋平、本田友栄、市川義信、吉野雅美、平野千菜美、西内楽々【週替り】
- チーフプロデューサー：河野雄平（日本テレビ、2025年6月13日-）
- 制作協力：スーパーレフト、えすと、アバンズゲート、ジッピー
- 製作著作：日本テレビ

### 過去のスタッフ
- ナレーション：田子千尋
- 構成：廿楽大輔、永井ふわふわ、吉川泰生
- 美術：佐藤千穂
- 美術プロデューサー：杉山知香
- 演出：田口マサキ（アンメック）、水野雅之（ジッピー）、寺野慎一郎、小林淳一、松浦健太郎、遠藤達也（ステイ）、森田隆行（日企）、成田真司（つくりて）、大喜多高志、財津猛、武信考（Sp!ce Factory）、小倉寛太（日本テレビ）、西本幸平（日本テレビ）、蒲龍太郎（日本テレビ）、中根拓也（Gothic）
- プロデューサー：今井大輔、森山琢哉（森山→以前は演出►一時離脱）、久道恵/朝倉康晴
- 統括プロデューサー：糸井聖一
- 統轄プロデューサー：福田一寛
- チーフプロデューサー：安岡喜郎、遠藤正累、納富隆治、秋山健一郎、新井秀和（新井→以前は統轄プロデューサー）
- 制作協力：つくりて、日企、アンメック、Sp!ce Factory